# Харим (город)
Ха́рим (араб. حارم‎, арм. հարեմ, лат. Harem, др.-греч. χαρέμι) — сирийский город в пределах мухафазы Идлиб. Его высота 160 метров и население 21,934 человек (по результатам переписи 2008 года). Харим расположен на границе с Турцией, в 55 км к западу от Алеппо.
В результате землетрясения магнитудой 7,4 6 февраля 2023 года был почти полностью стёрт с лица земли.

## История
Город простирается вдоль маршрута между Антиохией и Алеппо, он существует с византийской эры. В Хариме есть крепость, которая была построена в уникальном военном стиле. Крепость был первоначально византийской, и была построена Никифором II. Вскоре, после 959 года, город завоевали арабы, а затем турки Сельджук. В 1097 году город был взят крестоносцами, которые держали его до 1119, за исключением короткого времени в 1098, когда город был занят сельджуками.
В 1149 году город завоевал Нур ад-Дин Махмуд, затем его вновь завоевали участники общественной кампании в 1158, затем снова завоевал Нур ад-Дин Махмуд в 1164. Когда монголы вторглись в 13-м веке, большая часть Харима была уничтожена включая её крепость. То, что осталось от крепости, относится ко времени сражения участника общественной кампании между 1164 и 1268. Замок участника общественной кампании был восстановлен сыном Салах ад-Дина, Маликом Аль Зээром Гази.

### Гражданская война в Сирии
В результате войны в Сирии Харим также пострадал.
С июня 2012 года правительство обеспечило контроль над городом.
В октябре Фронт ан-Нусра получил контроль над городом. 25 декабря Фронт ан-Нусра получил полный контроль над городом после правительственных сил, которые были окружены в древней цитадели города, отданной после 70-дневной осады.
В декабре 2013 года Исламское государство Ирака и Леванта объявило о своём полном контроле над Харимом.
К январю 2014 года были столкновения на въезде в город между боевиками Исламского Государства и правительственными силами.

### Землетрясение 2023 года
Землетрясение магнитудой 7,4, которое произошло рано утром 6 февраля 2023 года, потрясло не только многие провинции Турции, но и ощущалось в ряде ближневосточных стран. Подземные толчки фиксировались в северных провинциях Сирии. 
Харим был полностью стёрт с лица земли, сообщили местные власти. Тысячи жителей погребены под завалами, которые в отсутствие спасателей некому разбирать.

## Климат
Из-за местоположения Харима, расположенного очень близко к Алеппо, климат очень подобен, поэтому нет никаких данных о климате Харима.